# Philodromus hiulcus
Philodromus hiulcus là một loài nhện trong họ Philodromidae.
Loài này thuộc chi Philodromus. Philodromus hiulcus được miêu tả năm 1883 bởi Pavesi.